# AL 129-1
AL 129-1 ist die wissenschaftliche Bezeichnung für zwei zum gleichen Individuum gehörende Fossilien eines Australopithecus afarensis, die im Herbst 1973 in der äthiopischen Region Afar von Donald Johanson entdeckt wurden (AL = Afar Locality). Das Fragment eines Schienbeins mit erhaltenem oberen Gelenk erwies sich als passgenau zum Fragment eines Oberschenkelknochens mit erhaltenen beiden unteren Gelenkhöckern. Diese rund 3,4 Millionen Jahre alten, im Bereich Hadar geborgenen Oberflächenfunde bildeten zusammen das älteste bis dahin bekannte Kniegelenk eines Vertreters der Hominini und waren zugleich ein überzeugender Beleg dafür, dass sein Besitzer aufrecht gehen konnte.

## Entdeckung
Donald Johanson hatte zunächst das Schienbein-Fragment (AL 129-1b) entdeckt, das er beim Absuchen des von der International Afar Research Expedition ausgewählten Geländes aus dem sandigen Boden hatte herausragen sehen. Wenige Meter daneben fand er das Oberschenkel-Fragment (AL 129-1a), dessen zweiter unterer Gelenkhöcker abgebrochen war und im Sand neben dem größeren Fragment lag. Größe und Farbe der Fundstücke stimmten überein, und alle drei Knochen passten genau zusammen. Johanson hielt die recht grazilen Knochen zunächst für die eines kleinen Affen, stellte aber laut seiner Darstellung in seinem Buch Lucy. Die Anfänge der Menschheit bereits an der Fundstelle fest, dass dieses Gelenk – anders als bei einem Affen – keine gerade Linie, sondern einen leicht schrägen Winkel nach außen bildete. Durch den Vergleich mit dem Oberschenkelknochen eines Menschen wurde noch im Grabungscamp der Forscher bestätigt, dass Fossil und Menschenknochen – abgesehen von der Größe – nahezu identisch gebaut waren.
Dem Oberflächenfund konnte zunächst nur anhand biostratigraphischer Merkmale ein Alter von rund 3 Millionen Jahren zugeschrieben werden, sein Fundhorizont konnte jedoch als unter einer Basaltschicht liegend rekonstruiert werden, die mit Hilfe der Kalium-Argon-Datierung absolut datierbar war. Auch die Zuordnung zu einer bestimmten Art unterblieb zunächst (Australopithecus afarensis wurde erst 1978 benannt), und selbst die Zuordnung der Fossilien zur Gattung Australopithecus blieb eine Zeit lang umstritten.
Verwahrort der Fossilien ist das Nationalmuseum von Äthiopien in Addis Abeba.

## Belege
1. ↑  Donald Johanson, C. Owen Lovejoy, Albert H. Burstein und Kingsbury G. Heiple: Functional implications of the Afar knee joint. In: American Journal of Physical Anthropologie. Band 44, Nr. 1, 1976, S. 188 (= American Association of Physical Anthropologists / Abstract of a paper to be presented at the forty-fifth annual meeting)
2. ↑  Donald Johanson und Yves Coppens: A preliminary anatomical diagnosis of the first Plio/Pleistocene hominid discoveries in the central Afar, Ethiopia. In: American Journal of Physical Anthropology. Band 45, Nr. 2, 1976, S. 217–233, doi:10.1002/ajpa.1330450209.
3. ↑  Donald Johanson und Maitland Edey: Lucy. Die Anfänge der Menschheit. 4. Auflage. Piper, München 1994, S. 189–200, ISBN 3-492-11555-1.
4. ↑  Donald Johanson und Maurice Taieb: Plio-Pleistocene hominid discoveries in Hadar, Ethiopia. In: Nature. Band 260, 1976, S. 293–297, doi:10.1038/260293a0.
5. ↑  Stichwort AL 129-1 in Bernard Wood: Wiley-Blackwell Encyclopedia of Human Evolution. Wiley-Blackwell, 2011, ISBN 978-1-4051-5510-6.